# Monte Caseros (Corrientes)
Monte Caseros is een plaats in het Argentijnse bestuurlijke gebied Monte Caseros in de provincie Corrientes. De plaats telt 22.273 inwoners.